# 克利内
克利内（烏克蘭語：Клини），是烏克蘭南部赫爾松州赫尔松区维诺赫拉多韦市镇内的村落。始建於1967年，面積26.1平方公里，海拔高度18米，2001年人口534，人口密度每平方公里20.5人。